# Guitmond
Pour les articles homonymes, voir Guimond.
Guitmond, évêque d'Aversa (en latin : Gui(t)mundus Aversanus ou Widmundus Aversanus ; en italien : Gui(t)mondo d'Aversa) est un moine, évêque et théologien normand du XIe siècle qui devient évêque d'Aversa en Italie.

## Biographie

### Début de carrière
Guitmond naît dans le duché de Normandie dans le premier quart du XIe siècle. Il devient moine bénédictin dans sa jeunesse, entrant au monastère de La Croix-Saint-Leufroy dans le diocèse d'Évreux.
Plus tard, autour des années 1060, il part pour l'abbaye Notre-Dame du Bec près de Brionne, où il étudie la théologie. Il a notamment pour professeur un certain Lanfranc, le futur réformateur de l'Église d'Angleterre.

### La controverse sur l'Eucharistie
Il est un adversaire du théologien Bérenger de Tours, dont les idées seront condamnées pour hérésie. Il rédige entre 1073 et 1075 le De corporis et sanguinis Christi veritate in Eucharistia libri tres, qui sera plus tard réimprimé par Érasme pour faire face aux attaques des réformateurs contre la présence du véritable corps et sang du Christ dans l'Eucharistie. Cette œuvre met en scène Guitmond et Roger, moine, expert en médecine et futur abbé de Montebourg, dans un dialogue et réfute les positions de Béranger, écolâtre de Tours. Guitmond serait l'auteur de la profession de foi qui lui est imposée au concile de Latran en 1079.

### L'accession à l'évêché
Vers 1070, le duc de Normandie et nouveau roi d'Angleterre, Guillaume le Conquérant, l'appelle pour lui donner un poste dans un diocèse anglais. Guimond refuse et, sans redouter la réaction du Conquérant, critique ouvertement la conquête de l'Angleterre (peut-être les exactions des troupes normandes vis-à-vis des Anglo-Saxons).
Selon Orderic Vital, il a été proposé en 1079 pour succéder à Jean d'Ivry à l'archevêché de Rouen, mais aurait été accusé par des opposants d'être fils de prêtre. Il entreprend alors un pèlerinage avec l'accord de l'abbé Odilon. Il se rend auprès du pape Grégoire VII qui le reçoit et le nomme cardinal.
Toutefois, Guitmond est déjà à Rome en 1077 et ne sera jamais nommé cardinal. Il y reste une dizaine d'années. Présent à la curie de Grégoire VII, il est chargé de missions diplomatiques. À la mort de Grégoire, il s'oppose à l'élection de l'abbé Didier du Mont-Cassin comme nouveau pape. Il s'oppose en mars 1087 au concile de Capoue à l'élection de Didier, tout comme Hugues, archevêque de Lyon, Richard, abbé de Saint-Victor de Marseille, et Pierre, archevêque d'Aix-en-Provence. Guitmond y intervient à l'invitation d'Eudes de Châtillon, cardinal-évêque d'Ostie (futur pape Urbain II). Celui-ci élu pape en 1088 le consacre évêque de la cité d'Aversa, chef-lieu d'un puissant comté normand du sud de l'Italie, alors dirigé par Jourdain Ier.
En 1088, Urbain II le nomme évêque d'Aversa.
Il meurt avant 1097, date attestée pour Jean 1er, son successeur, comme titulaire d'Aversa.